# Aione I di Benevento
Aione I (o Aiulf; ... – 642) è stato un duca longobardo, duca di Benevento dal 641 al 642.

## Biografia
Aione I, figlio e successore di Arechi I, fu il duca di Benevento dal 641 fino alla sua morte nel 642. Tuttavia, egli divenne mentalmente instabile, secondo Paolo Diacono, quando bevve una bevanda nella Ravenna bizantina, città in cui si era fermato durante un viaggio verso Pavia. I suoi fratelli adottivi Radoaldo e Grimoaldo, su richiesta del morente Aione, assunsero il ruolo di reggenti per lui. Nel 642, dei predoni slavi approdarono vicino Siponto sull'Adriatico. Aione condusse personalmente le sue forze contro gli intrusi in un momento in cui i due reggenti erano assenti, ma il suo cavallo cadde in una fossa scavata appositamente dagli Slavi intorno al loro accampamento e fu circondato e ucciso assieme ad altri dei suoi uomini. Quando Radoaldo lo venne a sapere, attaccò gli slavi e vinse. Gli successe Radoaldo.